# 王謨 (嘉靖進士)
王謨（1532年—1595年），字體文，號東川，河南頴川衛軍籍山東東平州人，明朝政治人物。同進士出身。

## 生平
嘉靖三十四年（1555年）乙卯科河南鄉試第二十八名舉人。嘉靖四十一年（1562年）中式壬戌科會試第一百四十八名，三甲第十六名進士。授保定府推官，四十四年十一月選授吏科給事中，四十五年十一月升工科右，隆慶元年五月升户科左，二年正月升湖廣右參議，四年十月考察，以浮躁浅露降调。後历升南京户部广东司郎中，萬曆二年（1574年）二月升浙江僉事，九月以赴任違限，以疾告歸，年六十四卒。

## 家族
曾祖王琳；祖父王冕；父王邦益，壽官。母郭氏。具庆下。